# Mesure (musique)
Pour les articles homonymes, voir Mesure.

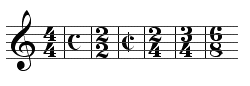
Différentes indications de mesure sur une portée en clé de sol.

La mesure recouvre, dans la terminologie solfégique francophone, plusieurs aspects musicaux intrinsèquement liés les uns aux autres, d'une part, la segmentation et d'autre part, la métrique ("time signature/meter" en anglais, traduit parfois à tort par "signature rythmique"). 
Dans un premier sens, la mesure est une segmentation de la durée du discours musical. En d'autres termes, la mesure est la division d'un morceau de musique en parties d'égales durées. Cette division s'indique au moyen de barres verticales sur la portée, appelées barres de mesure. Elle se définit par un nombre donné de temps — les temps étant des unités pour mesurer la durée. À cet égard, la mesure peut donc être vue comme une unité de mesure plus grande regroupant plusieurs temps. Mais une mesure se définit également par la structuration et l'accentuation des temps : à savoir entre temps forts (accentués) et temps faibles. En d'autres termes, cette structure rythmique est constituée d'une succession de temps (un, deux, trois...) se répétant de manière cyclique, et dont le premier de chaque série est plus « fort » que les suivants. Généralement, la mesure est définie comme une période comportant un « temps fort » (plutôt le premier en musique « classique », plutôt le second et le quatrième en jazz, rock...) « suivi de X temps faibles ». Il existe donc plusieurs types de mesures, selon la répartition et la structuration des temps forts et faibles.
Dans un deuxième sens lié au premier, la notion de « mesure » est utilisée pour désigner plus spécifiquement la métrique, elle-même, c'est-à-dire le type de structure du segment donné (la mesure au sens premier) en fonction de l'accentuation de ses temps. Ces différents types sont indiqués par des chiffrages spécifiques (chiffrage de la mesure). Ce chiffrage est généralement composé de deux nombres disposés l'un au-dessous de l'autre représentant une fraction. Il est placé après la clé et son armure. Si le type de mesure change en cours de morceau, un nouveau chiffrage est indiqué après une double barre de mesure. Il s'agit alors de changement de chiffrage ou de changement de mesure. Lorsque deux mesures différentes sont utilisées en alternance (régulière ou non), par exemple un 3/4 suivi d'un 4/4 de manière cyclique, on utilise parfois un double chiffrage au début (ici 3/4 et 4/4) afin d'alléger la partition. Néanmoins, il est admis qu'une mesure asymétrique conviendrait mieux (ici un 7/4 en 3+2+2).
En anglais, des termes différents sont employés pour désigner ces deux aspects, mesure au sens d'unité de durée sera désignée sous le terme bar ou measure, tandis que le mot entendu au sens de métrique, est désigné par le terme de time signature ou meter.

## Histoire
Les barres de mesures sont pour la première fois utilisées en un ensemble musical durant le XVIe siècle.

## Caractéristiques
Les principales caractéristiques des mesures sont le repérage du « temps fort », ainsi que des temps appuyés, l'unité de temps, la structure des temps et le nombre de temps de la mesure. Ces trois dernières caractéristiques sont indiquées dans le chiffrage de la mesure.

### Temps forts et temps faibles
Les expressions traditionnelles « temps fort » et « temps faible » ne doivent pas être prises au pied de la lettre[réf. nécessaire]. En effet, il serait plus exact de dire qu'il s'agit simplement de la première pulsation — c'est-à-dire, l'attaque du premier temps — qui est plus accentuée que les autres, et que celle-ci fait naître la mesure, tout comme la pulsation du tempo fait naître le temps, ou encore, comme la sous-pulsation fait naître la partie de temps[réf. nécessaire]. D'autre part, la mesure elle-même est structurée et comporte des points d'appui internes.
Les qualificatifs « fort » et « faible » — concernant les temps, ou mieux, les différentes pulsations — sont contestés à juste titre par de nombreux théoriciens, tels notamment Maurice Emmanuel, ou Vincent d'Indy. En effet, certains instruments tels que l'orgue, sont incapables de produire une différence d'intensité sur certains temps. Cependant, de tels instruments permettent bien de sentir les temps forts de tel ou tel morceau. L'appellation « temps fort » est une manière de prononcer, liée à l'articulation musicale et qui met en relief, sans forcément marquer d'accent d'intensité, le premier temps de chaque mesure, ainsi que les appuis internes. De plus, il semble qu'avant toute chose, l'auditeur perçoive[réf. nécessaire] la structure générale des phrases musicales et de leurs enchaînements, qui très souvent obéissent aux règles du phrasé et de la carrure. Cette carrure indique à l'auditeur les divers mouvements périodiques s'imbriquant les uns dans les autres, et déclenche chez lui la conscience d'une alternance de temps différemment accentués. Le temps fort d'une mesure n'est donc pas nécessairement produit par l'interprète — par un geste musical adéquat — mais plutôt il est ressenti par l'auditeur réceptif à l'organisation du discours musical. Pour terminer sur ce point, les paramètres mélodiques et harmoniques participent eux aussi à cette perception.
Il peut arriver, en outre, que l'opposition temps fort/temps faible ne corresponde pas à la théorie. Par exemple, le rythme d'un récitatif est relativement libre : il doit en effet suivre celui du langage ; par conséquent, sa mesure (traditionnellement notée en 
), n'existe que sur le papier, matérialisée par les barres de mesure qui constituent un artifice graphique participant à la clarté de la partition.
Il est important de considérer que toutes les musiques ne prennent pas appui sur le premier temps. Dans certaines musiques afro-américaines comme le jazz et le blues, ce sont les temps dit « faibles », le deux et le quatre, qui servent d'appui à la sensation de la pulse. Avant chaque morceau de jazz, vous entendrez les musiciens claquer des doigts sur le 2 et le 4 pendant le décompte du début du morceau. Vous entendrez rarement  un chœur d'église gospel à Brooklyn frapper dans ses mains sur le 1 et le 3. La musique étant une question de ressenti, qu'on vive le ressenti physique et donc musical sur les temps 2 et 4 montre qu'ils peuvent être ressentis plus fort que le premier et troisième, qui sont alors plus faibles.
Les barres de mesure qui, sur la partition, matérialisent les différentes mesures, permettent de repérer le temps fort : celui-ci se trouve en effet immédiatement à droite de chaque barre, c'est-à-dire au début de chaque mesure. Un rythme mesuré ne commence pas nécessairement sur un temps fort, donc, sur le premier temps d'une mesure : il peut en effet commencer sur un temps faible, ou bien, sur une partie de temps : dans ce cas, il s'agira d'anacrouse.

### Structure des temps
Les mesures dont les temps sont binaires (c'est-à-dire représentés par une valeur simple) sont appelées « mesures simples », ; les mesures dont les temps sont ternaires (c'est-à-dire, représentés par une « valeur pointée », ou « composée ») sont appelées « mesures composées ».
Il serait plus juste de dire « mesures à temps simples » ou « mesures à temps binaires » ; et « mesures à temps composés » ou « mesures à temps ternaires »[réf. nécessaire], mais l'usage a consacré ces deux expressions « mesures simples » et « mesures composées ».

## Types
Selon le nombre de temps inclus dans la mesure, on peut distinguer les types suivants.

### Mesure à un temps
La mesure à un temps est une mesure qui ne contient qu'un temps fort. L'essence même de la mesure est l'alternance de temps forts et de temps faibles. Or, la mesure à un temps ignore cette alternance puisqu'elle ne contient que des temps égaux (dans son cas, le temps se confond avec la mesure). On peut donc dire que la mesure à un temps est bien une mesure sur la partition à cause de la présence des barres de mesure, mais qu'en même temps, elle n'en est pas une, du point de vue de la perception rythmique. Elle n'est donc le plus souvent qu'un simple repère graphique.

### Mesure à deux temps
La mesure à deux temps est une mesure qui contient un temps fort suivi d'un temps faible.

### Mesure à trois temps
La mesure à trois temps, qui contient un temps fort suivi de deux temps faibles.

### Mesure à quatre temps
La mesure à quatre temps est en principe une mesure qui contient un temps fort suivi de trois temps faibles. La conséquence de ce principe est que le temps fort d'une mesure à quatre temps se répète théoriquement tous les quatre temps (fort/faible/faible/faible). Or en pratique, celui-ci se répète tous les « deux » temps, comme s'il s'agissait de « deux mesures à deux temps consécutives ». Il existe donc une contradiction entre la théorie (fort/faible/faible/faible) et la pratique (fort/faible/fort/faible) : en d'autres termes, il n'y a pas de réponse absolue à savoir si le troisième temps d'une mesure à quatre temps est fort ou faible, mais les musiciens s'accordent généralement pour dire que ce troisième temps est « moyennement fort », de manière à accorder la théorie à la pratique (dans le cours de composition musicale volume 1 de Vincent d'Indy, il est spécifié que le 4 temps « doit » être exécuté tel qu'il suit (fort/faible/intermédiaire/faible) de manière à créer un rythme plus vivant).

### Mesures irrégulières
Toute mesure qui n’est ni « binaire » ni « ternaire » est dite irrégulière, ou asymétrique. C'est le cas de la plupart des mesures à cinq ou sept temps (ces dernières sont, par exemple, fréquentes dans la musique balkanique ou le rock progressif), ou bien encore de mesures constituées de temps incomplets : mesures de trois temps et demi (trois noires et une croche), de quatre temps et demi (quatre noires et une croche), etc.
La mesure à cinq temps est le plus souvent composée de deux temps, un temps binaire et un temps ternaire. Pour la mesure à sept temps, il y aura la plupart du temps deux temps binaires et un temps ternaire (ce qui fait donc 2 + 2 + 3, ou bien 2 + 3 + 2, ou encore 3 + 2 + 2).

### Mesure à cinq temps ou plus
Les mesures comportant plus de quatre temps réels sont très rares. Certains cinq temps lents entrent dans cette catégorie (par exemple le dernier mouvement des Planètes de Gustav Holst).

### Polymétrie
La polymétrie désigne le fait d'avoir plusieurs signatures rythmiques jouant en même temps, de manière superposée.

## Chiffrages
Les deux nombres du chiffrage ressemblent à une fraction (sans la barre horizontale) dont l'unité de valeur est toujours la ronde. Le chiffrage 
 est parfois représenté par un , et le chiffrage 
 par un . On peut trouver un nombre seul, qui indique alors simplement le nombre de temps de la mesure. Le chiffrage d'une mesure est toujours énoncé en commençant par le nombre supérieur, appelé le numérateur. Par exemple, les chiffrages 
, 
 et 
, seront respectivement énoncés « trois quatre », « cinq deux » et « douze huit ».

### Chiffrage traditionnel des mesures simples
Dans une mesure à temps simples (une mesure à temps binaires), la « fraction » du chiffrage prend en compte des valeurs égales à l'unité de temps.
Le dénominateur de la « fraction » (nombre inférieur) indique l'unité de temps de la mesure, selon la convention suivante :
- le nombre 1 représente la ronde ;
- le nombre 2 représente la blanche (soit une demi-ronde) ;
- le nombre 4 représente la noire (soit un quart de ronde) ;
- le nombre 8 représente la croche (soit un huitième de ronde) ;
- le nombre 16 représente la double croche (soit un seizième de ronde).

Le numérateur (nombre supérieur) indique le « nombre de temps » utilisés dans la mesure :
- signifie « une mesure à deux noires » donc une mesure à 2 temps ;
- , « une mesure à trois blanches », donc une mesure à 3 temps ;
- , « mesure à 4 croches », donc une mesure à 4 temps ;

### Chiffrage traditionnel des mesures composées
Dans une mesure à temps composés (une mesure à temps ternaires), la « fraction » du chiffrage prend en compte des valeurs égales au tiers du temps.
Le numérateur de la « fraction » (nombre supérieur) indique le nombre de tiers de temps pour donner la valeur d'une mesure entière (c'est donc toujours un multiple de trois), il doit donc être divisé par 3 pour trouver le nombre de temps utilisés dans la mesure.
De même, la valeur représentée par le dénominateur (chiffre du bas) correspond à 1/3 du temps :
- le nombre 2 représentant la blanche et valant 1/3 de temps. Il faut 3 blanches pour faire 1 temps. Le temps est donc une ronde pointée ;
- le nombre 4 représentant la noire et valant 1/3 de temps. Il faut 3 noires pour faire 1 temps. Le temps est donc la blanche pointée ;
- le nombre 8 représentant la croche et valant 1/3 de temps. Il faut 3 croches pour faire 1 temps. Le temps est donc la noire pointée ;
- le nombre 16 représentant la double et valant 1/3 de temps. Il faut 3 doubles pour faire 1 temps. Le temps est donc la croche pointée.

### Chiffrage moderne
Les chiffrages traditionnels définis ci-dessus sont ambigus : un chiffrage 
 peut aussi bien indiquer une mesure simple qu'une mesure composée. Même s'il suffit de regarder les notes d'une mesure pour déterminer le type utilisé, un chiffrage plus rationnel existe mais reste peu courant. Ce chiffrage est représenté par un seul nombre accompagné d'une petite figure de note placée indifféremment au-dessus ou au-dessous. Le chiffre donne le nombre de temps de la mesure, et la figure de note donne l'unité utilisée.

### Chiffrage à numérateur multiple
Un chiffrage à numérateur multiple est un chiffrage particulier dans lequel le numérateur est composé de plusieurs nombres représentant autant de durées différentes. Le dénominateur quant à lui indique une figure de note, comme dans le chiffrage habituel. Ce chiffrage permet d'indiquer une mesure à temps inégaux, appelée parfois « mesure asymétrique », qui ne peut être qualifié de binaire ou ternaire. Dans le chiffrage « 3 + 2 sur 8 », le numérateur « 3 + 2 » indique une mesure à deux temps inégaux : le premier temps est ternaire (unité de temps : la noire pointée), le second est binaire (unité de temps : la noire).
Lorsqu'il s'agit d'une mesure asymétrique, la traditionnelle notion de tempo — battement régulier et égalité des temps — garde toujours son sens. C'est la valeur rythmique la plus courte qui sert de pulsation. Certains compositeurs tels que Béla Bartók ont utilisé ce type de structure rythmique dans leurs adaptations des musiques traditionnelles d'Europe centrale, mais les mesures asymétriques restent des cas exceptionnels en musique classique.

## Réalisation pratique
Dans la pratique, réaliser une mesure, c'est effectuer sa « battue » (« battre la mesure ») signifiant marquer par un mouvement du bras, l'ordre et la durée des temps d'un morceau donné. Quel que soit le nombre de temps de la mesure, la battue obéit aux mêmes principes : premier temps, « vers le bas » — selon un plan vertical —, dernier temps, « vers le haut » — selon un plan vertical —, temps intermédiaires — le 2e d'une mesure à trois temps, le 2e et le 3e d'une mesure à quatre temps, etc. — « sur le côté » — selon un plan horizontal[réf. souhaitée]. Or, la plupart des instruments sollicitent les deux mains, et de ce fait, ne permettent pas de battre la mesure pendant l'exécution d'un morceau. En effet, seuls le chef d'orchestre, le chanteur ou tout musicien en train de solfier, ont matériellement la possibilité de battre la mesure.
La réalisation pratique de la mesure doit donc se faire en deux phases : tout d'abord, elle doit être effectivement battue pour soutenir le déchiffrage du texte musical, ensuite elle doit s'intégrer à l'exécution grâce à « l'imagination motrice du musicien », sans que ce dernier n'ait besoin de matérialiser la mesure par un geste autre que son geste musical[réf. souhaitée]. Cette réalisation soulève parfois quelques difficultés pratiques et appelle à l'occasion quelques remarques particulières.

### Regroupement et décomposition
La théorie concernant le chiffrage traditionnel de la mesure ne coïncide pas toujours avec la pratique musicale. En cas de tempo trop rapide ou trop lent, en effet, il est souvent préférable de compter les mesures d'une manière différente.
Lorsque le tempo est « très rapide », il devient difficile de compter les temps de la mesure. Pour mieux contrôler la lecture, une pratique courante consiste à regrouper les temps par périodes de deux ou trois. C'est ainsi qu'une mesure à deux temps pourra être considérée comme une mesure à un temps binaire, une mesure à trois temps, comme une mesure à un temps ternaire, une mesure à quatre temps, comme une mesure à deux temps binaires, etc. Un cas particulier est celui des mesures à nombre impair de temps binaires (5, 7), qui lorsque le tempo est rapide, deviennent des mesures irrégulières. Ainsi, une mesure à 
 (3+2) sera jouée comme une mesure irrégulière à deux temps (un temps ternaire suivi d'un temps binaire). C'est ainsi que dans L'Amour sorcier de Manuel de Falla, on trouve une mesure à trois temps irréguliers sous la forme d'un 
 (3+2+2). Il existe toutes sortes de mesures irrégulières — 
, 
, 
, 
, 
, 
 (il existe aussi un 
 ternaire), 
, et 
. On trouve même des mesures à « valeur ajoutée » — par exemple, un ½
 qui correspond à une mesure à 
 à laquelle on rajoute une croche.
Au contraire, lorsque le tempo est « très lent », l'attaque des sons risque de perdre de sa précision. Dans ce cas, la pratique courante consiste à effectuer l'opération inverse, c'est-à-dire, « décomposer chaque temps ». C'est ainsi que les temps binaires pourront être considérés comme des mesures à deux temps, et les temps ternaires, comme des mesures à trois temps. Par exemple, une mesure à 
 décomposée est considérée comme une mesure à six temps (2+2+2). Si le passage n'a pas été directement écrit sous la forme de trois mesures à deux temps, c'est tout simplement pour indiquer un allègement dans l'exécution. C'est ainsi que dans cet exemple, le 
 doit être joué à six temps, pour assurer la précision, mais « dans l'esprit » d'une mesure à trois temps, pour ne pas alourdir l'exécution — il conviendra donc d'accentuer, non pas le premier temps de chacune des trois mesures à deux temps, mais seulement le premier temps de la première de ces trois mesures.

### Syncopes et contretemps
Une syncope est une note attaquée sur temps faible et prolongée sur le temps fort suivant. Un contretemps est également une note attaquée sur temps faible, mais qui est suivie d'un temps fort en silence. Syncope et contretemps peuvent également s'articuler, non plus sur un temps faible suivi d'un temps fort, mais sur une partie faible de temps suivie d'une partie forte. La syncope et le contretemps sont perçus par l'auditeur comme un déplacement de l'accent rythmique attendu. Ils peuvent être considérés comme des éléments rythmiques « en conflit avec la mesure ». C'est pourquoi un changement de mesure provoque un effet analogue. Les deux morceaux suivants par exemple, sont sensiblement perçus de la même façon par l'auditeur : 

### Mesure et texte chanté

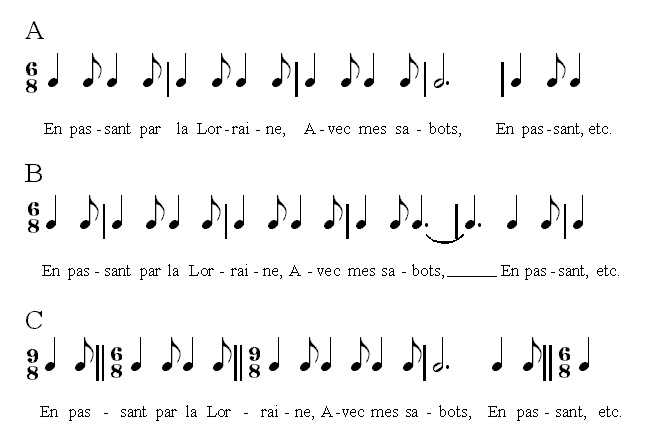
Mesure de la chanson En passant par la Lorraine.

Dans le domaine de la musique vocale, les accents naturels, ou pulsations, coïncident généralement avec les accents toniques du texte chanté. Mais ce n'est pas toujours le cas. On constate parfois en effet une contradiction entre le rythme de la prosodie et celui du texte musical.
En guise d'exemple, le motif initial de la chanson En passant par la Lorraine. Cette chanson traditionnelle évoque un rythme de marche : il peut donc être supposé qu'elle nécessite une notation de type « mesure à deux (ou quatre) temps ». Cependant, le texte du motif intéressant comporte trois accents toniques, respectivement placés sur les syllabes sant, rai et bots : il serait donc souhaitable que ces trois syllabes accentuées coïncident avec les temps forts de la mesure choisie. Or, on remarque dans les trois exemples ci-dessous que le début de cette chanson peut être noté de différentes manières selon la priorité donnée à l'identité de la mesure, ou au placement exact des accents toniques sur les temps forts.
L'exemple A, de nature crousique, place sur temps fort la seule syllabe tonique bots. L'exemple B, de nature anacrousique lui, place sur temps forts les seules syllabes sant et rai ; il fait apparaître par ailleurs une syncope sur la syllabe bot. L'exemple C, place sur temps forts toutes les syllabes toniques de la phrase musicale (c'est donc, de ce point de vue, la meilleure de ces trois notations), mais présente l'inconvénient de faire apparaître des changements de mesures, et donc, est incompatible avec l'idée de la marche.
À préciser que ces trois exemples de notation ne concernent que le lecteur/exécutant : si le morceau est chanté a cappella (c'est-à-dire, sans accompagnement instrumental), et si l'accentuation des temps forts est réalisée sans exagération, l'auditeur, lui, ne perçoit aucune différence entre ces trois possibilités.